# Mystrocephala
Mystrocephala là một chi bướm đêm thuộc họ Noctuidae.